# صلصة مارينارا
مارينار أو مارينارا هي أحد أنواع الصلصات الحمراء الإيطالية يتم إعداداها من البندورة الحمراء الطرية والثوم، والأعشاب، والبصل. يمكن أن تشمل الاختلافات العديدة إضافة القبار والزيتون والريحان والتوابل المختلفة وبعضا من من النبيذ. تستخدم هذه الصلصة على نطاق واسع في المطبخ الإيطالي الأمريكي، والتي أشتقت من أصل الوصفة القديمة. هذا لا ينبغي الخلط بين هذه الصلصة وبين السباغيتي مارينارا، التي تعتبر طبق شعبي في إيطاليا وأستراليا ونيوزيلندا وجنوب أفريقيا حيث يتم خلط صلصة الطماطم مع المأكولات البحرية الطازجة.